# Sebastian Pisarzowski
Sebastian Pisarzowski (Pisarzewski) herbu Starykoń – pisarz ziemski zatorski w latach 1563-1583.
Poseł na sejm koronacyjny 1574 roku z województwa krakowskiego.